# Karl Wolfgang Barthel
Karl Wolfgang Barthel (* 9. Mai 1929 in Berlin; † 20. Dezember 2018) war ein deutscher Schriftsteller und Journalist.

## Leben
Barthel wurde 1929 in Berlin als Sohn des Dichters und Schriftsteller Max Barthel (1893–1975) und seiner Frau Louise geb. Möbius (1898–1998) geboren. Er besuchte in Berlin die Grundschule und in Dresden das Gymnasium, das er 1949 nach Erlangung der Hochschulreife verließ. Er studierte von 1947 bis 1950 Anglistik in Leipzig und Berlin und von 1958 bis 1960 Pädagogik in Worms.
Beruflich wirkte er von 1950 bis 1957 in Berlin als Reporter für „Stern“, „Spiegel“ und „Constanze“ und interviewte in dieser Zeit zahlreiche bekannte Persönlichkeiten aus Theater, Film und Politik wie Heinz Rühmann, Karlheinz Böhm, Paul Hubschmid und Luise Schröder. 1957/58 vertrat er die „Constanze“ in Düsseldorf. Von 1958 bis 1960 redigierte er neben seinem Studium eine Werbezeitschrift.
Von 1960 bis 1965 war er Lektor in einem pädagogischen Fachverlag in Bad Godesberg, von 1965 bis zu seiner Pensionierung 1989 gehörte er der Bildungsabteilung der Bayer AG in Leverkusen  an, wo er unter anderem die kaufmännischen Lehrlinge mit Abitur betreute. Seit 1987 betätigt er sich als Chorliederdichter. Seitdem sind über 1.200 Vertonungen von ihm erschienen.
Barthel lebte in Berlin und war verwitwet. Ab 2003 lebte er mit Irina Magritz zusammen, der Witwe des Architekten, Malers und Graphikers Kurt Magritz.

## Veröffentlichungen
- Fördern durch Fordern, Köln 1995
- Jahre wie Gedichte; Edition Fischer, Frankfurt, 2000, ISBN 3-8301-0113-9
- Kleine Leute, große Leute; Weltbuch Verlag, Dresden, 2010, ISBN 3938706201
- Dresden verbrennt; Weltbuch Verlag, Dresden, 2010, ISBN 3-938706-18-X
- Kästner, Lenin, mein Vater und ich; Weltbuch Verlag, Dresden, 2010, ISBN 978-3-938706-20-6
- Elmar Gunsch spricht Gedichte von Karl Wolfgang Barthel, CD, Herzogenrath 2010
- Mein inneres Auge, Beitrag zu den Anthologie „Mit heimlichen Augen“, Tübingen 2010
- Liebe und Porzellan, Herzogenrath 2011
- Der Dichter und die Diktatoren, Biographie über Max Barthel, Karin Kramer Verlag, Berlin 2011, ISBN 978-3-87956-356-2
- Mann ohne Maske; Kulturmaschinen, Berlin, 2011, ISBN 978-3-940274-32-8
- Dr. Laternus, Herzogenrath 2011
- Zurzeit ist niemand erreichbar
- Bei Katz und Hund geht ´s rund
- Kostbare Zeit
- Feuer vom Himmel in Anthologie „Feuerspuren“